# David Iacono
David Iacono est un acteur américain né le 20 juin 2002 à New York dans l'État de New York.

## Filmographie

### Cinéma
- 2011 : Choose : Jake
- 2014 : St. Vincent : Jeremiah
- 2016 : The Pastor : Miguel
- 2019 : Joker : l'homme qui drague dans le bus
- 2023 : Cinnamon : Eddie
- 2023 : Fresh Kills : Bobby Jr.
- 2025 : Hungry : Cyrus
- 2025 : Fear Street: Prom Queen : Tyler Torres
- 2025 : Jurassic World : Renaissance : Xavier Dobbs

### Télévision
- 2015 : The Slap : Bryce (1 épisode)
- 2015 : The Daily Show : le chanteur adolescent (1 éisode)
- 2015 : Show Me a Hero : Roberto plus âgé (3 épisodes)
- 2016-2018 : Primetime: What Would You Do? : plusieurs personnages (4 épisodes)
- 2017 : Blacklist: Redemption : un garçon des rues (1 épisode)
- 2017 : NCIS : Nouvelle-Orléans : Joey Shelton (1 épisode)
- 2018 : New Amsterdam : Jalen Pagan (1 épisode)
- 2020 : Good Doctor : Ryan (1 épisode)
- 2020 : Grand Army : Bo Orlov (6 épisodes)
- 2020 : Blue Bloods : Andy Diaz (1 épisode)
- 2020-2022 : The Flight Attendant : Eli Briscoe (8 épisodes)
- 2021-2023 : City on a Hill : Faust Aquino (3 épisodes)
- 2021-2024 : Hightown : Ralphie (3 épisodes)
- 2022-2023 : L'Été où je suis devenue jolie : Cam (8 épisodes)
- 2024 : Dead Boy Detectives : David le démon (5 épisodes)
- 2025 : Dope Thief : Manny adolescent (1 épisode)